# Epidendrum lindbergii
Epidendrum lindbergii är en orkidéart som beskrevs av Heinrich Gustav Reichenbach. Epidendrum lindbergii ingår i släktet Epidendrum och familjen orkidéer. Inga underarter finns listade i Catalogue of Life.